# 엘라 (이스라엘)
엘라(재위 기원전 885년경-884년경)는 분열 이스라엘 왕국의 4대 왕으로 시므리의 반란으로 2년 만에 암살당했다.
바아사의 아들로 왕위에 올라 티르차에서 2년 동안 나라를 다스렸다. 그런데 엘라의 신하이자 병거대의 절반을 지휘하는 장수 시므리가 반란을 일으켰다. 마침 엘라가 티르차의 궁내 대신 아르차의 집에서 술에 취해 있을 때 시므리가 들어와 그를 암살했다.
이후 바아사의 집안은 시므리에 의해 멸문당했다.
| 전임 바아사 | 북이스라엘의 왕 | 후임 시므리 |